# Скандинавский боевой топор

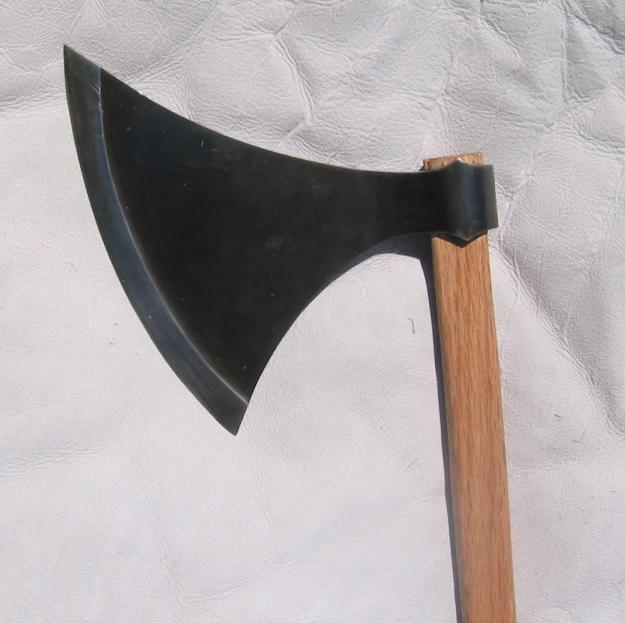
Копия скандинавского топора типа Петерсена вариант L или M. Основана на оригинале из лондонского Тауэра

Скандинавский боевой топор (англ. Dane axe) — тип боевого топора, который в основном использовался в период между эпохой  викингов  и ранним средневековьем. Другие названия: английский длинный топор, датский топор (англ. Danish axe) и древковый топор (англ. hafted axe).

## Конструкция
Большинство топоров, как на исторических иллюстрациях, так и в сохранившихся образцах, которые подпадают под описание датского топора, имеют головки типа L или типа M в соответствии с классификацией Петерсена.  Оба типа состоят из широкого и тонкого лезвия с ярко выраженными углами на концах (на илл.). Режущая кромка имеет длину от 20 до 30 см. Топоры типа L обычно меньше по размеру с выступающим вперед верхним концом лезвия, что увеличивает эффективность рассекания. Лезвия более позднего периода, типа M, обычно крупнее, с более симметричными носком и пяткой.
Само лезвие было достаточно лёгким и очень тонким, что делало его идеальным для рассечения. Толщина лезвия по верхнему краю не более 2 мм. Режущая часть топоров делалась, как правило, из более углеродистой стали, что  обеспечивало более твёрдую и острую кромку. Средний вес топора лежал в пределах 1—2 кг. Конструкция датского топора больше напоминала современный секач для разделки мяса, чем строительный топор. Сложная конструкция, — кованое тонкое лезвие с закалённой кромкой, — обеспечивало оружию исключительную секущую способность и относительно небольшой вес. 
Судя по историческим изображениям, длина рукояти обычно составляла чуть более 1 м; парадные топоры могли быть от 1,5 до 1,7 м в длину. Рукояти делались из ясеня и дуба — материалов, которые обычно использовались для изготовления древкового оружия в Европе.

## История

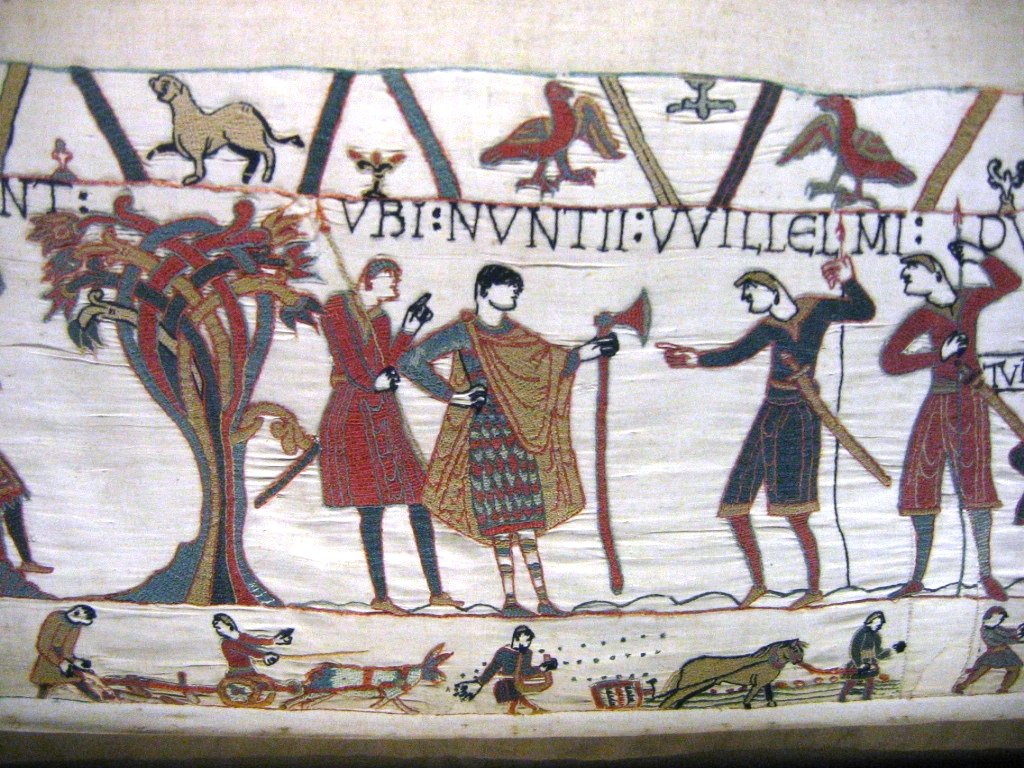
Датский топор на гобелене из Байе

В течение IX—XI веков датский топор стал приобретать популярность за пределами Скандинавии благодаря росту влияния викингов в Англии, Ирландии и Нормандии. Исторические свидетельства показывают, что датский топор был  оружием воинской элиты того периода, например, хускарлов в Англии англосаксонского периода. На гобелене из Байе (на илл.), изображающем покорение Англии Вильгельмом Завоевателем, с топорами изображены почти исключительно хускарлы в хороших доспехах. Эти хускарлы составляли основу личной охраны короля Гарольда в битве при Гастингсе. На церемонии коронования Гарольду вручили датский топор, возможно, принадлежавший королю Эдуарду. На гобелене из Байе также изображен хускарл, одним ударом отрубающий голову лошади норманского рыцаря. Хорошо известно, что датский топор использовался варяжской стражей византийских императоров (πελεκυφόρος φρουρά — «топороносная охрана»). 
Англо-нормандский поэт XII века Бенуа де Сент-Мор называет подобное оружие «датскими секирами» (haches danesches).
Начиная с X века топор получил признание в качестве рыцарского оружия, хотя и не достигнув статуса меча. Он также начал широко использоваться в качестве пехотного древкового оружия с удлинением рукоятки примерно до 1,8 м. В XIII и XIV веках произошли изменения формы топора: лезвие удлинилось, нижний конец достигал рукоятки или прикреплялся к ней. Оружие с удлинённой рукоятью и удлинённым клинком в Англии называли спартанским топором (англ. Sparth axe). Некоторые считают, что это оружие является прототипом алебарды. 
Использование датского топора продолжилось и в XIV веке, при этом на обухе появился закалённый шип для пробивания доспехов, а на верхнем конце рукояти — острый наконечник по типу копья. В XV столетии такое оружие превратилось в полэкс. Простой датский топор продолжал использоваться на западе Шотландии и в Ирландии вплоть до конца XVI века. В Ирландии топор был типичным вооружением галлогласов.

## Известные исторические личности, связанные с топором

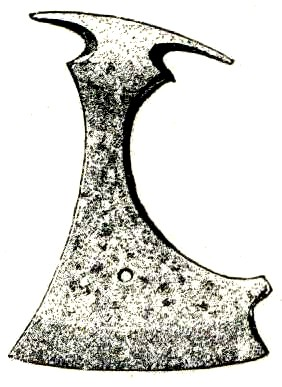
Топор железного века из Готланда

После битвы при Стиклестаде топор стал символом Святого Олафа и до сих пор присутствует на гербе Норвегии.  
Английский король Стефан использовал датский топор в битве при Линкольне (1141 г.). В одном сообщении говорится, что он взялся за топор после того, как сломался его меч,  в другом  — что король достал меч только после того, как сломалась деревянная рукоять топора.
В викторианской Англии  Ричард Львиное Сердце часто изображался с большим боевым топором. Ричард, вооружённый датским топором, изображен на рельефе о битве при Яффе. Другим известным крестоносцем, предпочитавшим топор, был Гуго де Лузиньян.
Использование топоров в XIV в. упоминается Ж. Фруассаром в его «Хрониках»: король Иоанн II использовал топор в битве при Пуатье (1356), а сэр Джеймс Дуглас в битве при Оттерберне (1388). Использованием топоров славились бретонцы, в частности Бертран дю Геклен и Оливье де Клиссон использовали топоры в бою.

### Комментарии
1. ↑  Jan Greve Thaulow Petersen (1887 — 1967) — норвежский археолог.

### Сноски
1. ↑  Bayeux Tapestry image. bayeuxtapesty.org.uk. Дата обращения: 10 ноября 2017. Архивировано 10 ноября 2017 года.
2. ↑  Bayeux Tapestry image. Cache-media.britannica.com. Дата обращения: 22 октября 2013. Архивировано из оригинала 8 октября 2011 года.
3. ↑  Brown Reginald A. The Battle of Hastings Архивная копия от 15 октября 2022 на Wayback Machine // Proceedings of the Battle Conference on Anglo-Norman Studies: 1980. — Vol. III. — Woodbridge; Rochester, 1981. — p. 10.
4. ↑  Edge, David. Arms and Armour of the Medieval Knight / David Edge, John Miles Paddock. — London : Defoe, 1988. — P. 31–32. — ISBN 1-870981-00-6.
5. ↑  See, for example, the illustrations in the Maciejowski Bible
6. ↑  The Morgan Library & Museum Online Exhibitions - The Morgan Picture Bible. Themorgan.org. Дата обращения: 20 августа 2012. Архивировано 25 июня 2014 года.
7. ↑  Oakeshott, Ewart. European Weapons and Armour. — Lutterworth Press, 1980. — P. 47. — ISBN 0-7188-2126-2.
8. ↑  Miles & Paddock, op.cit. p.69
9. ↑  Caldwell, David. Some Notes on Scottish Axes and Long Shafted Weapons // Scottish Weapons and Fortifications 1100–1800. — Edinburgh : John Donald, 1981. — P. 253–314. — ISBN 0-85976-047-2.
10. ↑  Marsden, John. Galloglas. — East Linton : Tuckwell Press, 2003. — ISBN 1-86232-251-1.
11. ↑  Oman, Sir Charles. A History of the Art of War in the Middle Ages vol.1. — London : Greenhill Books, 1924. — P. 399. — ISBN 1-85367-100-2.
12. ↑  Roger de Hoveden, Translated Henry T. Riley. The Annals of Roger de Hoveden: Comprising The History of England and of Other Countries of Europe from A.D. 732 to A.D. 1201, Vol 1. — H. G. Bohn, 1853.
13. ↑  Old French Continuation of William of Tyre, in The Conquest of Jerusalem and the Third Crusade: Sources in Translation, ed. Peter W. Edbury, p. 117.
14. ↑  Nicholson, Helen. Medieval Warfare. — Basingstoke : Palgrave MacMillan, 2004. — P. 101. — ISBN 0-333-76331-9.
15. ↑  Bourchier, John. The Chronicles of Froissart. — 1523. Архивная копия от 14 августа 2014 на Wayback Machine
16. ↑  Vernier, Richard. The Flower of Chivalry. — 2003. — ISBN 1-84383-006-X.